# Segalenara
Segalenara là một chi bướm đêm thuộc họ Geometridae.